# Холодная война (фильм, 2018)
«Холодная война» (пол. Zimna wojna) — драматический фильм режиссёра Павла Павликовского, вышедший на экраны в 2018 году. Премьера фильма состоялась на Каннском кинофестивале 10 мая 2018 года в рамках основной программы, где Павликовский получил премию за лучшую режиссуру.
Фильм удостоен премии Европейской киноакадемии в четырёх категориях, включая премию за лучший фильм, а также номинации на премию «Оскар» за лучший фильм на иностранном языке, за лучшую режиссуру и за лучшую операторскую работу.

## Сюжет
В послевоенной Польше дирижёр Виктор прослушивает в польских деревнях исполнителей народных песен. Он замечает талантливую девушку Зулю. У них начинается роман, на пути которого встаёт как политика, так и личные разногласия.

## В ролях
- Иоанна Кулиг — Зуля
- Томаш Кот — Виктор
- Борис Шиц — Качмарек
- Агата Кулеша — Ирена
- Седрик Кан — Мишель
- Жанна Балибар — Жюльетта
- Адам Воронович — консул
- Адам Ференцы — министр

## Критика
Фильм получил высокие оценки кинокритиков. На сайте Rotten Tomatoes он имеет рейтинг 92 % на основе 216 рецензий критиков со средней оценкой 8,2 из 10. На сайте Metacritic фильм получил оценку 90 из 100 на основе 45 рецензий, что соответствует статусу «всеобщее признание».
Российский кинокритик Антон Долин отметил, что «Павликовский приглушает политическое звучание своей картины: холодную войну здесь ведут не только СССР с Западом, но и мужчина с женщиной».

## Награды и номинации
- 2018 — приз за лучшую режиссуру Каннского кинофестиваля (Павел Павликовский).
- 2018 — Гран-при и приз зрительских симпатий Гентского кинофестиваля.
- 2018 — четыре приза Гдыньского кинофестиваля: «Золотые львы» и «Золотой кенгуру» за лучший фильм, лучший монтаж (Ярослав Каминский), лучший звук (Мацей Павловский, Мирослав Маковский).
- 2018 — приз ФИПРЕССИ на кинофестивале в Сан-Себастьяне.
- 2018 — приз ФИПРЕССИ на Стокгольмском кинофестивале.
- 2018 — приз «Серебряная лягушка» фестиваля операторского искусства Camerimage (Лукаш Жал).
- 2018 — пять премий Европейской киноакадемии: лучший европейский фильм, лучший европейский режиссёр (Павел Павликовский), лучший европейский сценарист (Павел Павликовский), лучшая европейская актриса (Иоанна Кулиг), лучший европейский монтажёр (Ярослав Каминский). Кроме того, лента была номинирована в категории «Лучший европейский актёр» (Томаш Кот).
- 2018 — премия Национального совета кинокритиков США за лучший фильм на иностранном языке.
- 2018 — номинация на Премию британского независимого кино за лучший международный независимый фильм.
- 2019 — три номинации на премию «Оскар»: лучший фильм на иностранном языке, лучшая режиссура (Павел Павликовский), лучшая операторская работа (Лукаш Жал).
- 2019 — четыре номинации на премию BAFTA: лучший фильм не на английском языке, лучшая режиссура (Павел Павликовский), лучший оригинальный сценарий (Павел Павликовский, Януш Гловацкий), лучшая операторская работа (Лукаш Жал).
- 2019 — семь национальных премий «Орлы»: лучший фильм, лучшая режиссура (Павел Павликовский), лучший сценарий (Павел Павликовский, Януш Гловацкий), лучшая актриса (Иоанна Кулиг), лучшая операторская работа (Лукаш Жал), лучший монтаж (Ярослав Каминский), лучший звук (Мацей Павловский, Мирослав Маковский). Кроме того, лента получила 5 номинаций.
- 2019 — премия «Гойя» за лучший европейский фильм.
- 2019 — номинация на премию «Сезар» за лучший зарубежный фильм.
- 2019 — номинация на премию «Давид ди Донателло» за лучший зарубежный фильм.
- 2019 — номинация на премию «Золотой жук» за лучший зарубежный фильм.
- 2019 — две номинации на премию «Спутник» за лучший международный фильм и за лучшую операторскую работу (Лукаш Жал).
- 2019 — премия Европейской киноакадемии в категории «Выбор зрителей».
- 2019 — две премии Лондонского кружка кинокритиков за лучший фильм на иностранном языке и лучшее техническое достижение (Лукаш Жал за операторскую работу).